# Zwischenstaatliche Organisation für den internationalen Eisenbahnverkehr

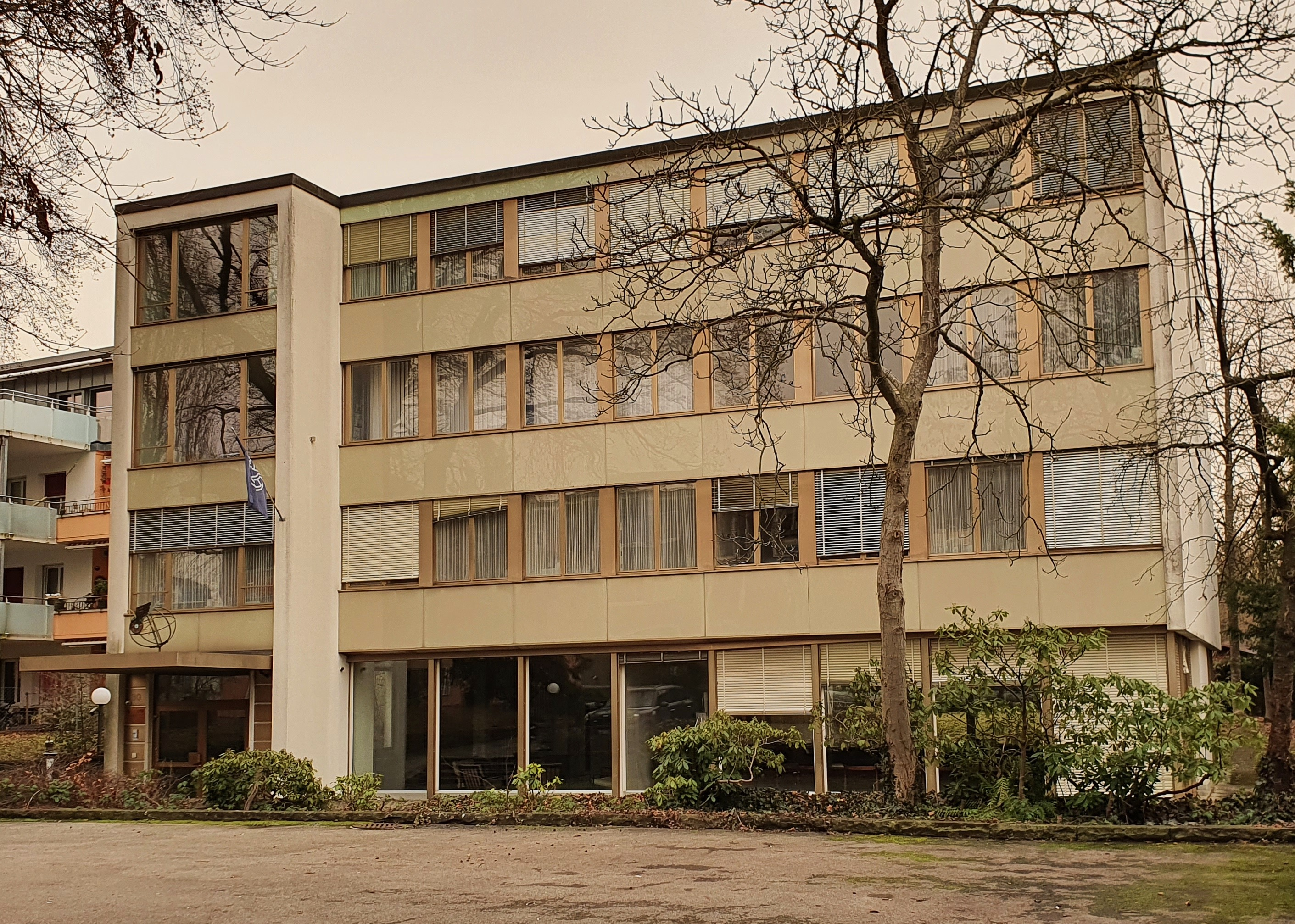
Sitz der OTIF in Bern

Die Zwischenstaatliche Organisation für den internationalen Eisenbahnverkehr (französisch Organisation intergouvernementale pour les transports internationaux ferroviaires (OTIF), englisch Intergovernmental Organisation for International Carriage by Rail) ist eine seit dem 1. Mai 1985 bestehende zwischenstaatliche Organisation mit Sitz in Bern. Vorläufer war das 1893 gegründete Office central des transports internationaux par chemins de fer à Berne (OCTI), das „Zentralamt für den internationalen Eisenbahnenverkehr“. Die OTIF ist damit die älteste internationale Organisation ihres Sektors.

## Aufgabe
Die Organisation setzt sich mit einfachen und wirksamen Rechtsinstrumenten für die Förderung, Verbesserung und Erleichterung des internationalen Eisenbahnverkehrs ein.
Die OTIF bietet dem internationalen Eisenbahnverkehr rechtliche wie technische Interoperabilität. Sie arbeitet in enger Partnerschaft zusammen mit der Europäischen Union (EU), der Eisenbahnagentur der Europäischen Union, dem Internationalen Eisenbahntransportkomitee (CIT), dem Internationalen Eisenbahnverband (UIC), der Organisation für die Zusammenarbeit der Eisenbahnen (OSShD) und der Wirtschaftskommission für Europa der Vereinten Nationen (UNECE).
Das grundlegende Rechtsinstrument der Organisation ist das Übereinkommen über den internationalen Eisenbahnverkehr (COTIF 1999) mit seinen sieben Anhängen, zu dem 2011 auch die Europäische Union (EU) beigetreten ist.
Die vom Sekretariat verwaltete Organisation umfasst drei administrative und vier operative Organe, welche die Entwicklung des internationalen Eisenbahnverkehrs vorantreiben.
- Der Revisionsausschuss entscheidet über die Änderungen an den Anhängen A, B, D und E sowie über gewisse Änderungen der Anhänge F und G.
- Der Fachausschuss für technische Fragen ist zuständig für die Änderungen an den Anhängen F und G sowie für die Annahme der einheitlichen technischen Vorschriften (ETV).
- Der RID-Fachausschuss entscheidet über die Änderungen an Anhang C und seiner Anlage.
- Der im COTIF 1999 geschaffene Ausschuss für Erleichterungen im Eisenbahnverkehr soll Standards und Methoden zur Verbesserung des Grenzübertritts im internationalen Eisenbahnverkehr vorschlagen.

Die Governance der OTIF wird von drei Organen sichergestellt:
- der Generalversammlung, dem obersten Entscheidungsorgan, welches sich aus Vertretern aller Mitgliedstaaten zusammensetzt;
- dem Verwaltungsausschuss, welcher die administrativen und finanziellen Geschäfte des Generalsekretärs überwacht;
- dem Generalsekretär, welcher die Organisation im klassischen Sinne führt, der aber durch seine Depositar- und Vertretungsfunktionen der OTIF gleichzeitig auch ein operatives Organ ist.

Die OTIF erstellt einheitliche Rechtsvorschriften betreffend:
- die Verträge über die internationale Eisenbahnbeförderung von Personen und Gütern, (CIV / CIM)
- das Beiwerk dieser Beförderungsverträge, wie die Verträge über die Verwendung von Wagen oder die Nutzung der Infrastruktur, (CUI / CUV)
- die Vorschriften für die Beförderung gefährlicher Güter, (RID)
- die technischen Vorschriften und das Verfahren für die technische Zulassung von Rollmaterial. (APTU / ATMF)

Die OTIF gibt ihren Mitgliedstaaten die rechtlichen und technischen Mittel an die Hand, die zur Erleichterung des internationalen Eisenbahnverkehrs, zur Entwicklung dieses Verkehrs auf ihrem Hoheitsgebiet und zur Verknüpfung mit den Eisenbahnnetzen anderer Mitgliedstaaten beitragen. Sie liefert somit die Instrumente zur Förderung einer tatsächlichen rechtlichen und technischen Interoperabilität.

## Mitglieder
Mitglieder sind die Europäische Union (als regionale Organisation für wirtschaftliche Integration gemäß Art. 38 des Grundübereinkommens) und zahlreiche europäische, afrikanische und asiatische Staaten:
- Afghanistan
- Albanien
- Algerien
- Armenien
- Aserbaidschan
- Belgien
- Bosnien und Herzegowina
- Bulgarien
- Dänemark
- Deutschland
  - Bundesministerium für Verkehr und digitale Infrastruktur
- Estland
- Finnland
- Frankreich
- Georgien
- Griechenland
- Iran
- Irland
- Italien
- Kroatien
- Lettland
- Liechtenstein
  - Amt für Auswärtige Angelegenheiten
- Litauen
- Luxemburg
- Marokko
- Monaco
- Montenegro
- Niederlande
- Nordmazedonien
- Norwegen
- Österreich
  - Bundesministerium für Verkehr, Innovation und Technologie
- Pakistan
- Polen
- Portugal
- Rumänien
- Russland
- Schweden
- Schweiz
  - Eidgenössisches Departement für Umwelt, Verkehr, Energie und Kommunikation
- Serbien
- Slowakei
- Slowenien
- Spanien
- Tschechien
- Tunesien
- Türkei
- Ukraine
- Ungarn
- Vereinigtes Königreich

Die Mitgliedschaften des Irak und des Libanon ruhen seit 1997, diejenige Syriens seit 1999. Jordanien ist assoziiertes Mitglied.